# Grêmio Atlético Sampaio (Acre)
Grêmio Atlético Sampaio foi um clube brasileiro de futebol da cidade de Rio Branco, no estado do Acre. Fundado e dirigido por militares da unidade do Exército local (4ª Companhia da Fronteira), foi campeão acreano em 1967 e terminou extinto pouco depois, em 1969.

## Títulos

### Estaduais
- Campeonato Acriano: 1967.

## Ídolos
- Ailton
- Amilcar
- Chico Alab
- Palheta